# Neukirchen-Vluyn
Neukirchen-Vluyn ['nɔʏ̯ˌkɪʁçn̩ flyːn] – miasto w Niemczech, w kraju związkowym Nadrenia Północna-Westfalia, w rejencji Düsseldorf, w powiecie Wesel. W 2010 roku liczyło 27 579 mieszkańców.

## Współpraca
- Ustroń, Polska
- Mouvaux, Francja